# Enhydrus sulcatus
Enhydrus sulcatus là một loài bọ cánh cứng trong họ van Gyrinidae. Loài này được Dejean miêu tả khoa học năm 1821.